# River aux Sables
River aux Sables är ett vattendrag i Kanada.   Det ligger i provinsen Ontario, i den sydöstra delen av landet, 500 km väster om huvudstaden Ottawa.
I omgivningarna runt River aux Sables växer i huvudsak blandskog. Trakten runt River aux Sables är nära nog obefolkad, med mindre än två invånare per kvadratkilometer.